# ماساتوشی آکی
ماساتوشی آکی (انگلیسی: Masatoshi Aki؛ زادهٔ ۹ ژوئیهٔ ۱۹۹۰) بازیکن فوتبال اهل ژاپن است.